# Fulgentius av Ruspe

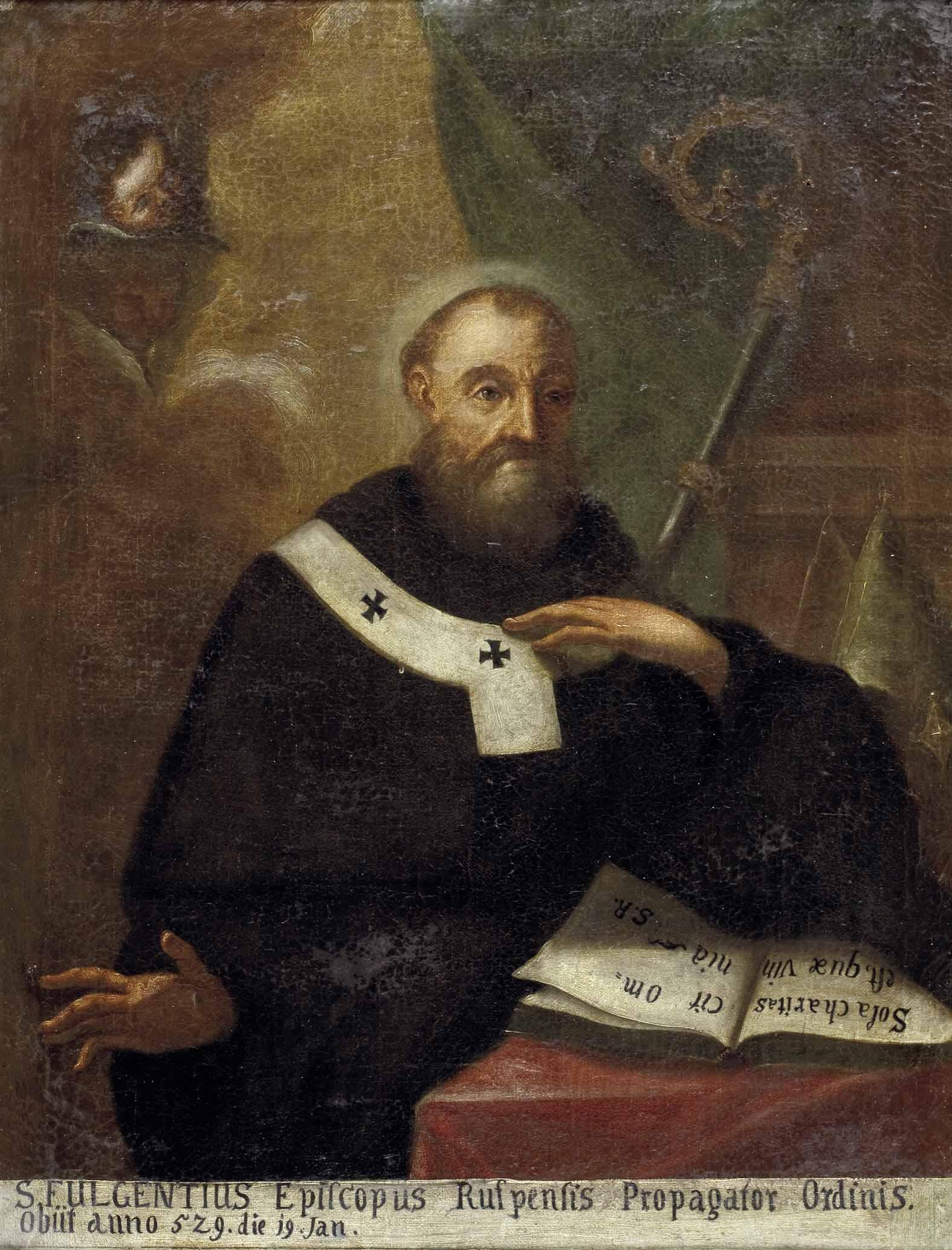
Fulgentius av Ruspe, oljemålning från 1600-talet.

Fulgentius av Ruspe, död 533, var en kyrkofader.
Fulgentius blev biskop i Ruspe i Tunisien år 507. Han var en betydande dogmatiker av den augustinska skolan och bekämpade i sina skrifter arianerna och semipelagianerna. 508–523 drevs han av vandalerna i landsflykt till Sardinien.